# سفاين بيورن اولسن
سفاين بيورن اولسن (بالبوكمول: Svein Bjørn Olsen) هو لاعب كرة قدم نرويجي في مركز حراسة المرمى، ولد في 30 يونيو 1945، وتوفي في 18 يوليو 1998. شارك مع منتخب النرويج لكرة القدم. أما مع النوادي، فقد لعب مع نادي لين.

## وصلات خارجية
- سفاين بيورن اولسن على موقع اتحاد النرويج (النرويجية)
- سفاين بيورن اولسن على موقع قاعدة بيانات كرة القدم.إي يو (الإنجليزية)
- سفاين بيورن اولسن على موقع ناشيونال فوتبول تيمز (الإنجليزية)
- سفاين بيورن اولسن على موقع عالم كرة القدم.نت (الإنجليزية)